# Hoofdklasse (Schach) 1964/65
In der Hoofdklasse 1964/65 wurde die 42. niederländische Mannschaftsmeisterschaft im Schach ausgespielt.
Die Vereenigd Amsterdamsch Schaakgenootschap (VAS) und Philidor Leeuwarden lieferten sich ein Kopf-an-Kopf-Rennen um den Titel. Der direkte Vergleich endete unentschieden, und da die VAS alle übrigen Wettkämpfe gewann, Leeuwarden jedoch noch zwei weitere Unentschieden abgab, wurde VAS Meister. Der Titelverteidiger Amsterdamsche Schaakclub musste sich mit dem vierten Platz begnügen.
In die Klasse 1 stieg der Eindhovense SV ab.

## Abschlusstabelle
| Pl. | Verein                                   | Sp | G | U | V | MP   | Brett-P.  |
| --- | ---------------------------------------- | -- | - | - | - | ---- | --------- |
| 01. | Vereenigd Amsterdamsch Schaakgenootschap | 7  | 6 | 1 | 0 | 13:1 | 41,0:29,0 |
| 02. | Philidor Leeuwarden                      | 7  | 4 | 3 | 0 | 11:3 | 39,5:30,5 |
| 03. | Utrecht                                  | 7  | 4 | 0 | 3 | 8:6  | 36,5:33,5 |
| 04. | Amsterdamsche Schaakclub (M)             | 7  | 3 | 1 | 3 | 7:7  | 33,5:36,5 |
| 05. | Bussums Schaakgenootschap                | 7  | 3 | 0 | 4 | 6:8  | 38,0:32,0 |
| 06. | Rotterdam                                | 7  | 2 | 1 | 4 | 5:9  | 34,0:36,0 |
| 07. | Discendo Discimus Den Haag               | 7  | 2 | 0 | 5 | 4:10 | 30,0:40,0 |
| 08. | Eindhovense SV                           | 7  | 1 | 0 | 6 | 2:12 | 27,5:42,5 |

### Entscheidungen
|     | Niederländischer Mannschaftsmeister: Vereenigd Amsterdamsch Schaakgenootschap |
|     | Absteiger in die Klasse 1: Eindhovense SV                                     |
| (M) | Meister der letzten Saison                                                    |

### Kreuztabelle
| Ergebnisse | Ergebnisse                               | 01. | 02. | 03. | 04. | 05. | 06. | 07. | 08. |
| ---------- | ---------------------------------------- | --- | --- | --- | --- | --- | --- | --- | --- |
| 01.        | Vereenigd Amsterdamsch Schaakgenootschap |     | 5   | 5½  | 7   | 5½  | 5½  | 6   | 6½  |
| 02.        | Philidor Leeuwarden                      | 5   |     | 6   | 5   | 5½  | 5   | 6   | 7   |
| 03.        | Utrecht                                  | 4½  | 4   |     | 6   | 5½  | 6½  | 4   | 6   |
| 04.        | Amsterdamsche Schaakclub                 | 3   | 5   | 4   |     | 5½  | 3½  | 6½  | 6   |
| 05.        | Bussums Schaakgenootschap                | 4½  | 4½  | 4½  | 4½  |     | 5½  | 6½  | 8   |
| 06.        | Rotterdam                                | 4½  | 5   | 3½  | 6½  | 4½  |     | 4½  | 5½  |
| 07.        | Discendo Discimus Den Haag               | 4   | 4   | 6   | 3½  | 3½  | 5½  |     | 3½  |
| 08.        | Eindhovense SV                           | 3½  | 3   | 4   | 4   | 2   | 4½  | 6½  |     |